# Guarnició fronterera i fortificacions de la ciutat d'Elvas
Guarnició fronterera i fortificacions de la ciutat d'Elvas és el nom donat al conjunt històric-cultural classificat com a Patrimoni Mundial de la UNESCO el 2012, localitzat a la ciutat d'Elvas, a Portugal. El lloc classificat va ser fortificat de forma extensiva entre els segles xvii i xix, i representa el major sistema de fortificacions abaluardades del món. A l'interior de les muralles, la ciutat inclou grans casernes i d'altres construccions militars així com esglésies i monestirs. Elvas conserva vestigis que es remunten al segle x, però les seves fortificacions daten de l'època del restabliment de la independència de Portugal el 1640. Diverses de les fortificacions, dissenyades pel jesuïta neerlandès João Piscásio, representen el millor exemple conservat de fortificacions d'origen a l'escola militar holandesa.

## Llocs

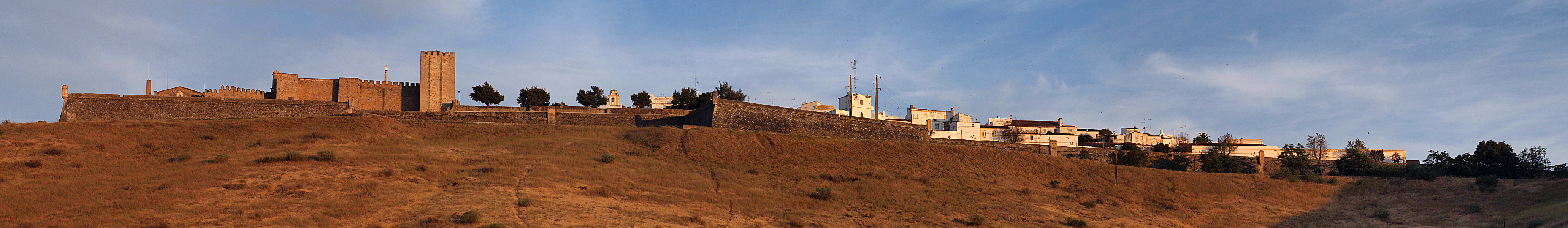
El castell d'Elvas, vista panoràmica

El lloc classificat comprèn:
- El Castell d'Elvas
- La Fortalesa d'Elvas
- Les Muralles d'Elvas
- L'Aqüeducte d'Amoreira
- El Fort de Nossa Senhora da Graça
- El Fort de Santa Luzia
- El Fort de São Mamede
- El Fort de São Pedro
- El Fort de São Domingos
- El Centre històric d'Elvas

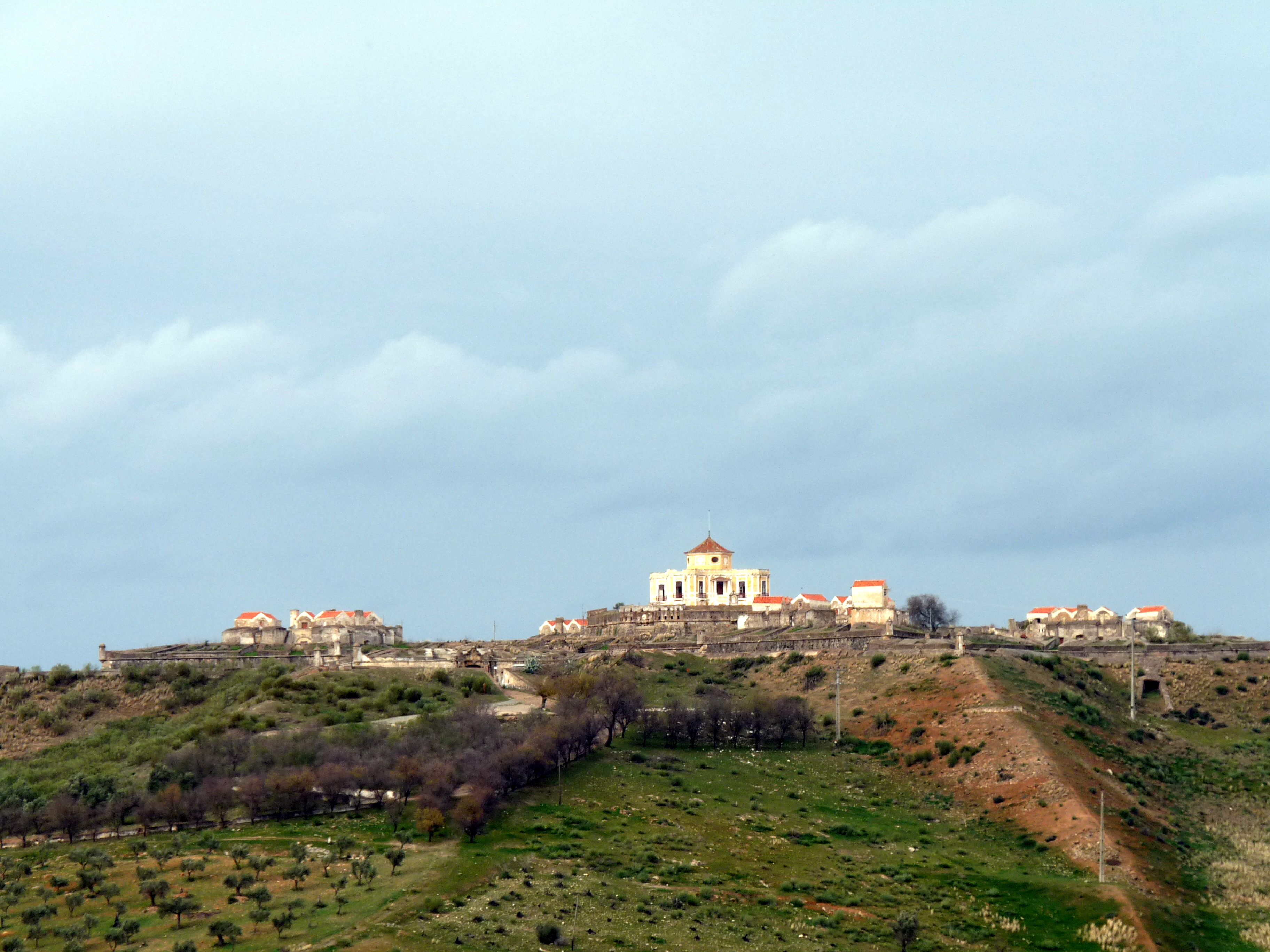
Fort de Nossa Senhora da Graça
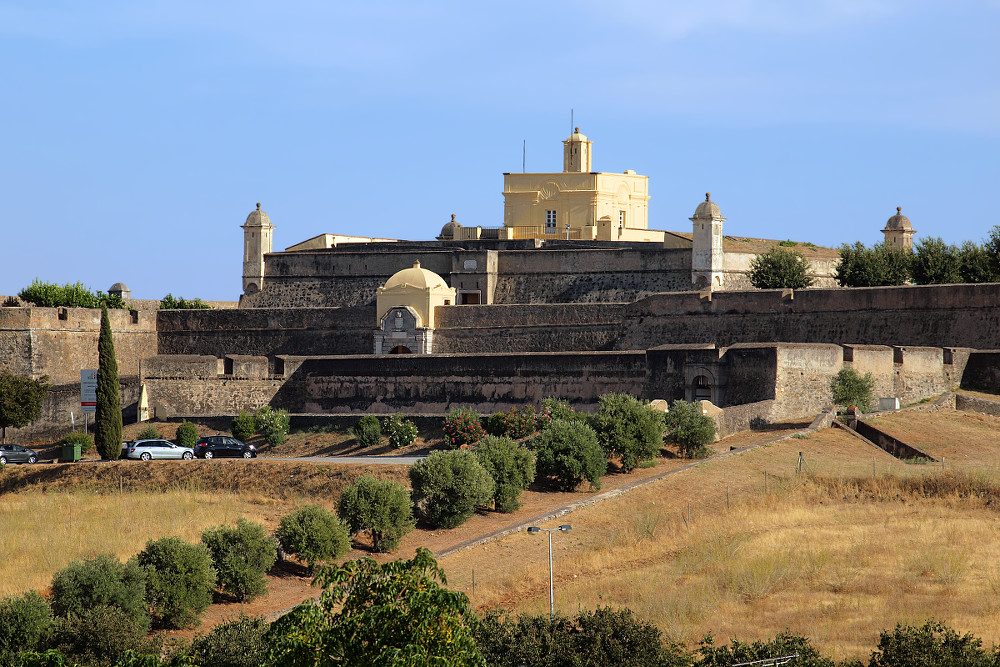
Fort de Santa Luzia
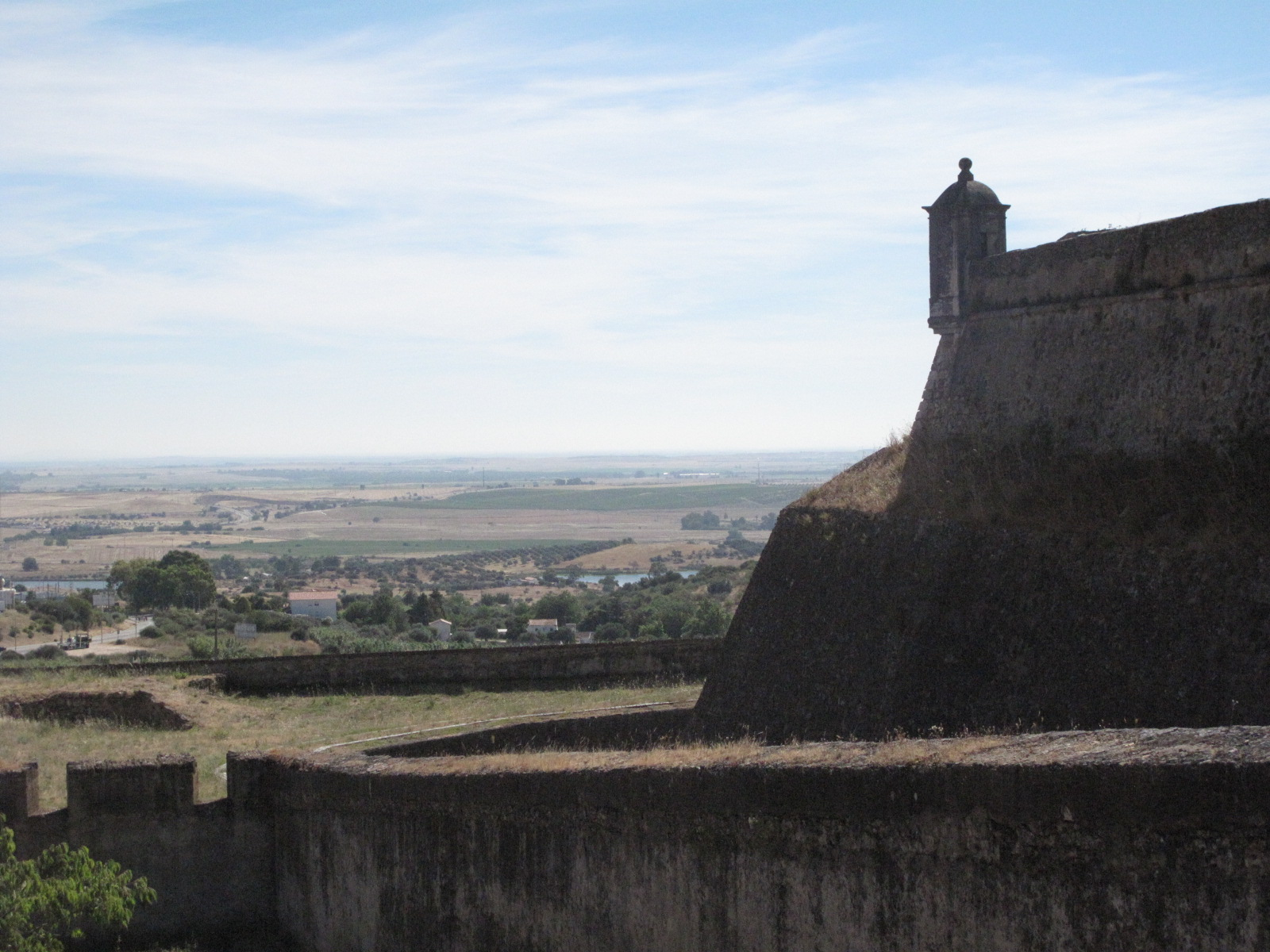
Fort de São Pedro
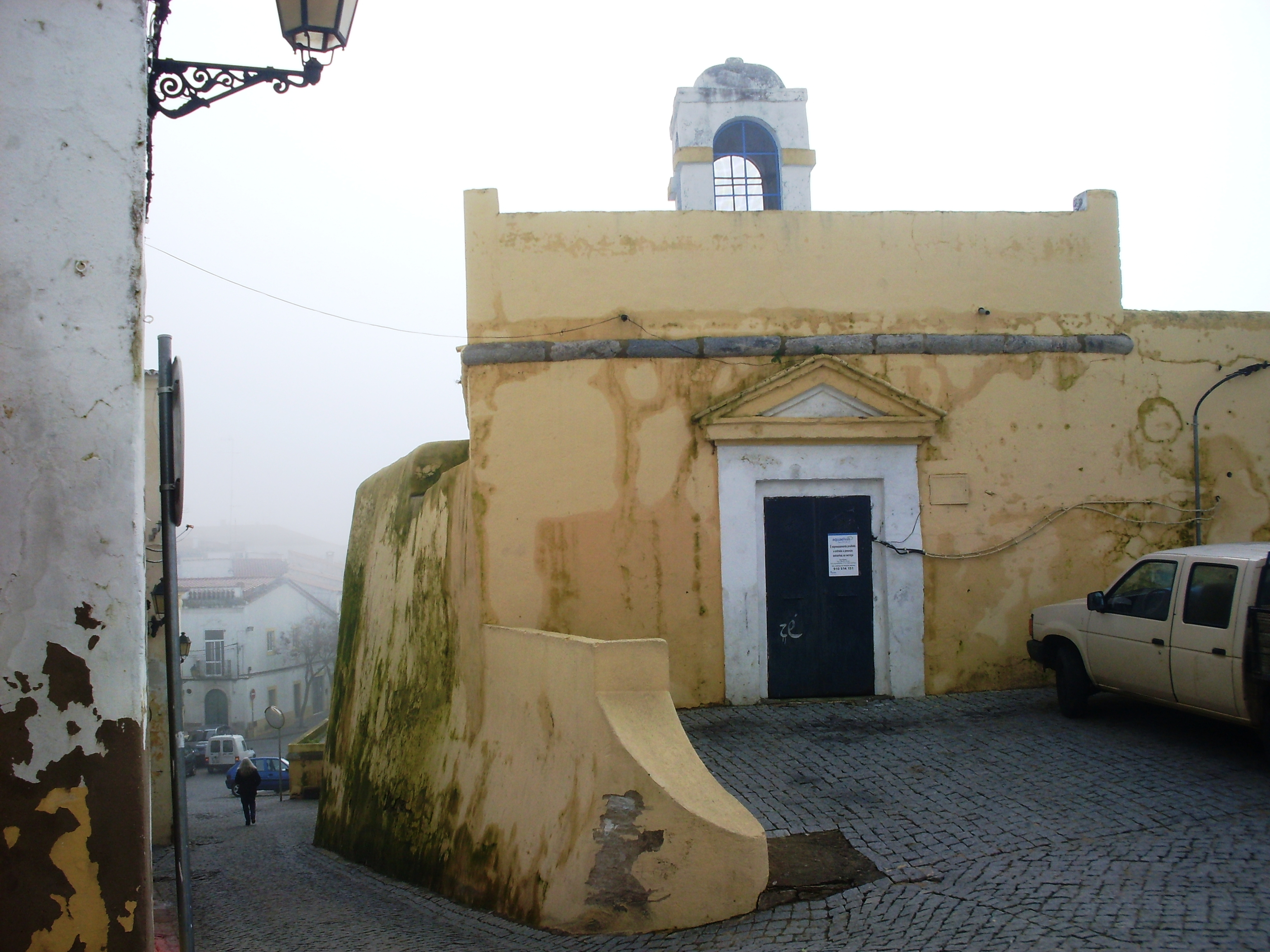
Imatge del centre històric d'Elvas, edifici i entrada a la cisterna
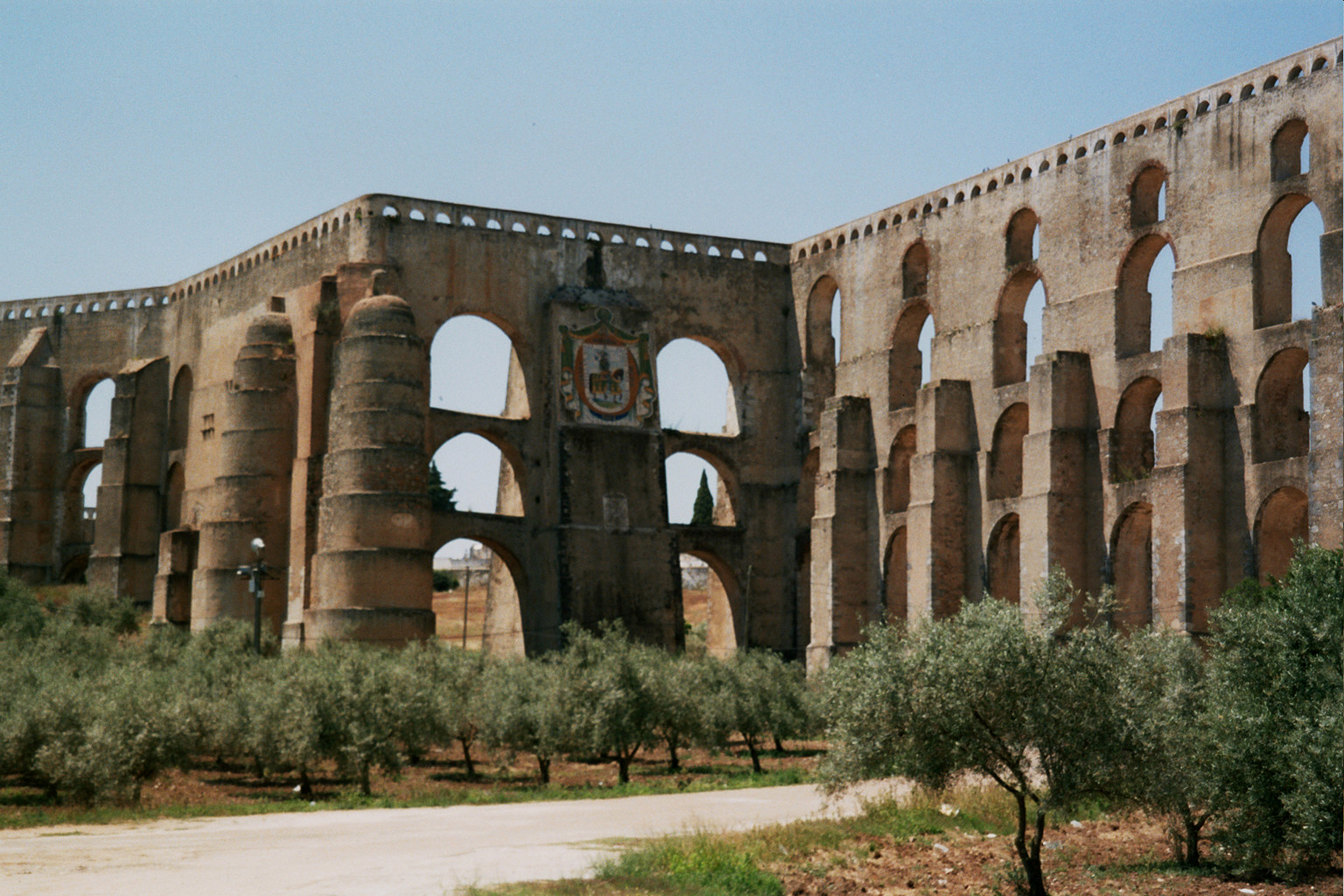
Aqüeducte d'Amoreira
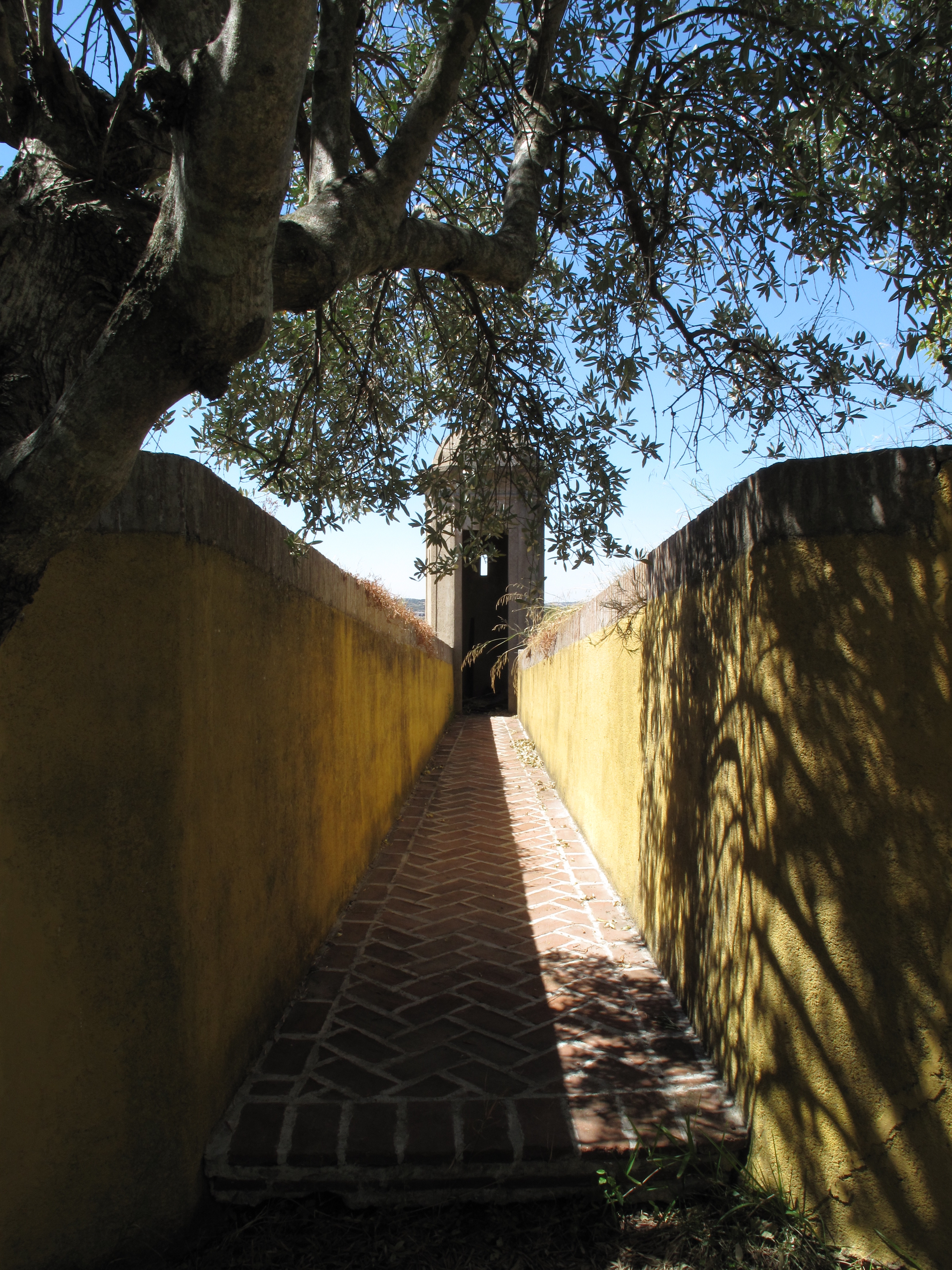
Part de les muralles d'Elvas
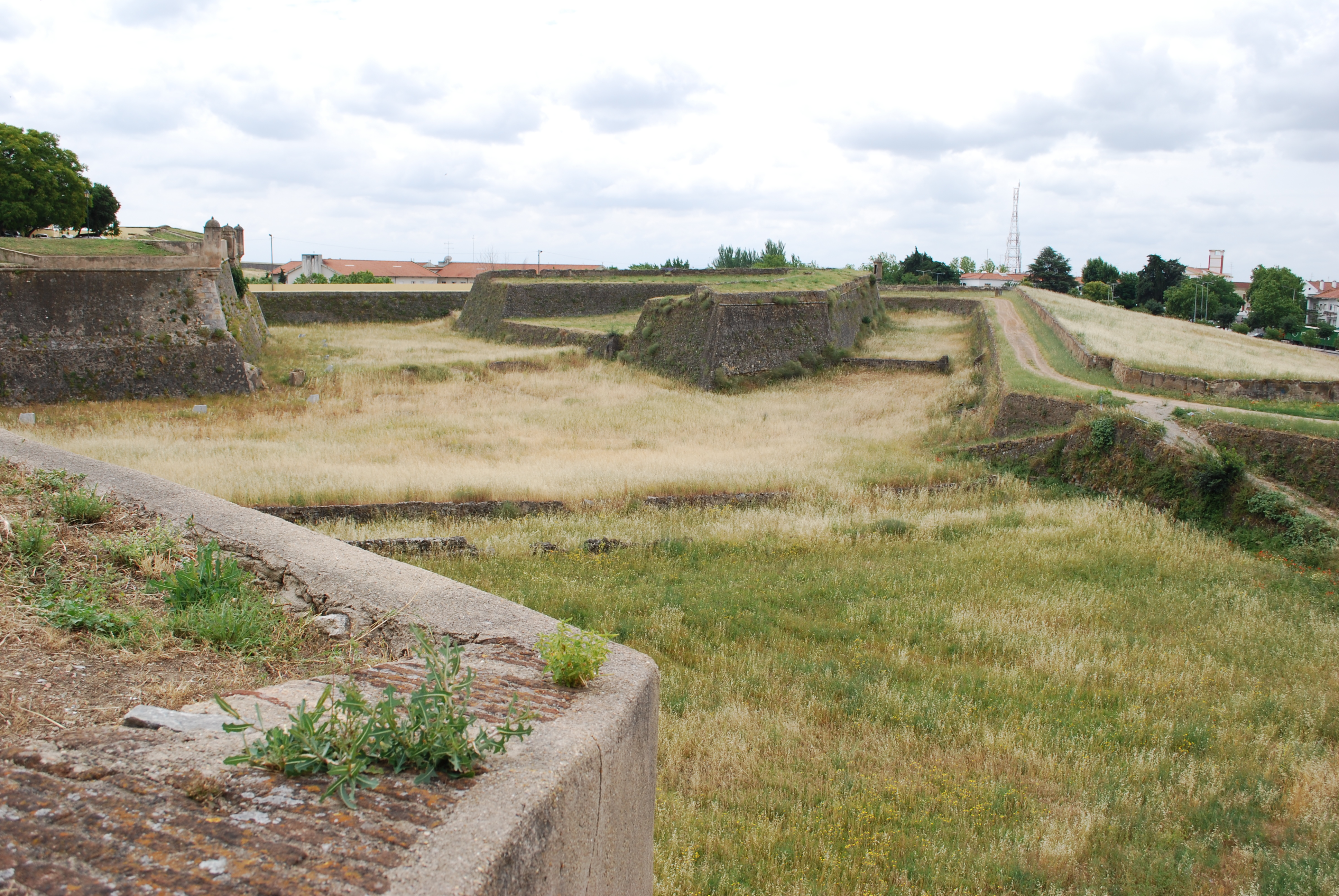
Fortalesa d'Elvas